# Кокбастау (Байзацький район)
Кокбаста́у (каз. Көкбастау) — село у складі Байзацького району Жамбильської області Казахстану. Адміністративний центр Жанатурмиського сільського округу.
Населення — 1253 особи (2021; 1618 у 2009, 1097 у 1999, 841 у 1989).